# یلوه جنگلی مایر
یلوه جنگلی مایر (نام علمی: Rallicula mayri) نام یک گونه از تیره یلوگان است.